# Viktorina Kapitonova

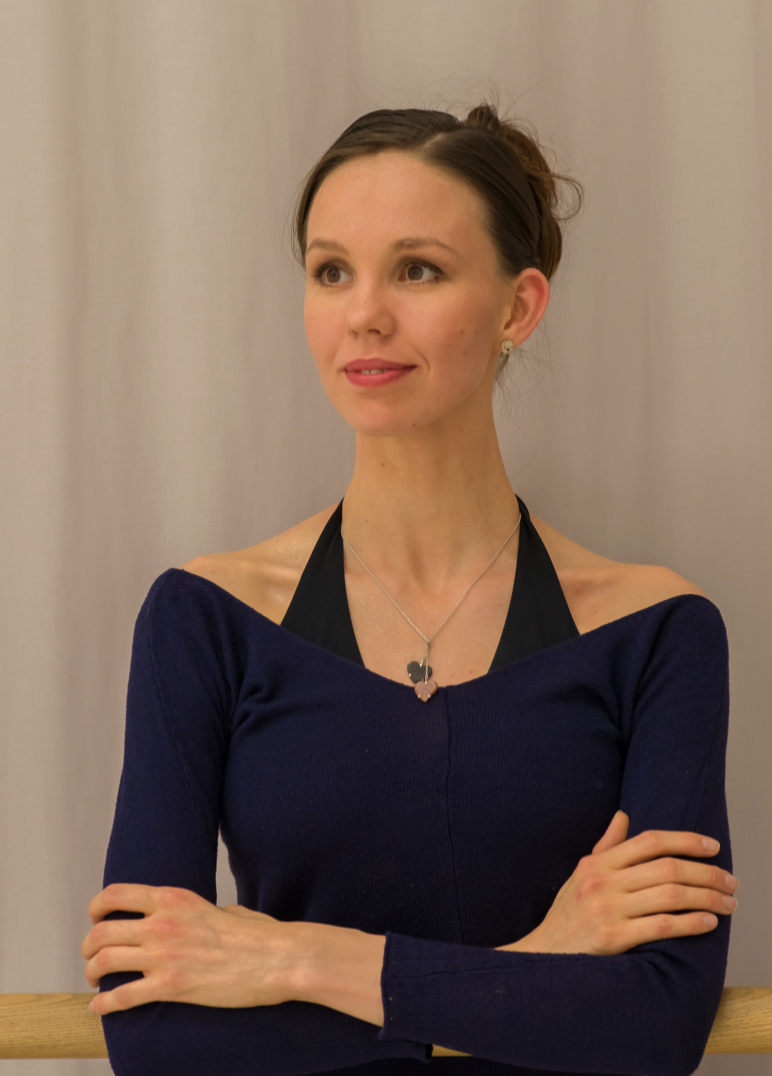
Viktorina Kapitonova, 2015

Viktorina Kapitonova (russisch Викторина Валерьевна Капитонова, Wiktorina Walerjewna Kapitonowa; * 30. Juni 1985 in Tscheboksary) ist eine russische Ballerina. Seit 2018 arbeitet sie als Erste Solistin beim Boston Ballet.

## Lebenslauf
Die Russin Viktorina Kapitonova studierte an der Ballettschule Kasan und an der Bolschoi Theater Akademie in Moskau. Sie war Gewinnerin des Wettbewerbs «Junges russisches Ballett» und des Arabesque-Wettbewerbes 2008. Am Dschalilja-Opernhaus in Kasan tanzte sie seit 2005 Solopartien in Schwanensee, Dornröschen, Don Quichotte, La Bayadère, Coppélia und Der Nussknacker. In der Saison 2008/09 war sie Mitglied des Stanislawski-Balletts in Moskau.
Von 2010 bis 2018 war sie Mitglied des Ballett Zürich. Hier tanzte sie u. a. Odette/Odile in Heinz Spoerlis Schwanensee, Soloparts in Spoerlis Ein Sommernachtstraum, Wäre heute morgen und gestern jetzt, ...und mied den Wind und Goldberg-Variationen, Rosetta in Christian Spucks Leonce und Lena und die Amme in Spucks Romeo und Julia. Außerdem war sie in Choreografien von Juri Grigorowitsch, Derek Deane, Wayne McGregor, Hans Van Manen, Edward Clug, Patrice Bart, Paul Lightfoot, Nacho Duato, George Balanchine, Mats Ek, William Forsythe, Jiří Kylián, Douglas Lee, Wayne McGregor und Martin Schläpfer zu sehen.
Im Rahmen der Reihe Ballett Zürichs «Junge Choreografen» präsentierte sie ihre Choreografie „Two Bodies – One Soul“.
In der Saison 2015 verkörpert sie die Titelrolle in Christian Spucks Anna Karenina. Sie wird die Hauptrolle in Giselle zum ersten Mal mit den Stargästen Roberto Bolle und Friedemann Vogel tanzen.
Kapitonova eröffnete am 3. März 2016 das Mini-Giselle Festival beim Staatsballett Berlin, bei dem auch Polina Semionova, Maria Eichwald und Iana Salenko auftraten.
In der Saison 2014/2015 gewann Kapitonova den Tanzpreis der Freunde des Balletts Zürich.
Zur Saison 2018/2019 wechselte sie ans Boston Ballet.